# Макдональд, Уильям Ян
Уильям Ян Макдональд (англ. William Ian McDonald; 15 марта 1933 — 13 декабря 2006) — новозеландский невролог и академик. 

## Биография
Преподавал и занимался медициной в Новой Зеландии и США. Был профессором в Институте неврологии Лондонского университета в Англии с 1974 по 1998 год. Мировой лидер по рассеянному склерозу (РС) во второй половине двадцатого века. Критерии Макдональда, названные в его честь, используются для диагностики РС. Он читал лекции в Великобритании и за рубежом. 
В 1968 году он получил стипендию в Королевском австралийском колледже врачей; в 1972 году в Лондонском королевском колледже врачей; в 1989 году в Королевском колледже офтальмологов; в 1989 и в 1999 годах в Академии медицинских наук. За свои работы он получил множество наград, среди которых 15 премий за исследование рассеянного склероза, дюжина почётных стипендий и почётное членство в 10 зарубежных неврологических ассоциациях.